# Kommissar Wallander: Die falsche Fährte
Kommissar Wallander: Die falsche Fährte ist ein von der BBC produzierter Kriminal-Fernsehfilm aus dem Jahr 2008 mit Kenneth Branagh in der Hauptrolle des Kommissars Kurt Wallander. Es handelt sich um die erste Folge der ersten Staffel, also die insgesamt erste Folge der Kommissar Wallander-Reihe und eine Verfilmung des Wallander-Romans Die falsche Fährte von Henning Mankell.
Der Roman war bereits im Jahr 2001 unter dem Titel Die falsche Fährte mit Rolf Lassgård in der Titelrolle verfilmt worden.

## Handlung
Kommissar Wallander wird von einem Bauern gerufen, weil eine junge Frau durch dessen Rapsfelder streift. Als Wallander versucht, mit ihr zu reden, übergießt sie sich mit Benzin und zündet sich an. Sie hatte eine Kette mit den Initialen „DMS“ um den Hals, eine Spur im Rapsfeld führt zu einer nahegelegenen Scheune, wo sie wahrscheinlich das Benzin herhatte. Wallander fällt auf, dass sie sehr gezittert hat und anscheinend Angst vor ihm hatte.
Bei dem Mädchen aus dem Rapsfeld handelt es sich um eine 15-Jährige ohne Knochenbrüche und mit guten Zähnen.
Wallander bekommt Besuch von seiner Tochter Linda. Sie hat bereits ein Geschenk für ihren Großvater Povel besorgt, der am Wochenende Geburtstag feiert, den Wallander vergessen hat. Povel Wallander hat eine neue Frau namens Gertrud.
Da wird der ehemalige Justizminister Gustav Wetterstedt, ein Kunstliebhaber, am Strand erschlagen und skalpiert. Wetterstedt hat einmal die Polizei gerufen, weil der Journalist Magnusson am Strand rumlungerte und sein Haus beobachtete. Magnusson hatte Wetterstedt im Visier, weil dieser regelmäßig Prostituierte zu sich kommen ließ. Einmal wurde er wegen Körperverletzung angezeigt, weil er einer Prostituierten die Füße aufgeschlitzt hat, sie hat jedoch Schweigegeld gekriegt. 
Als Nächster wird der Kunsthändler Arne Carlman auf die gleich Weise umgebracht wie Wetterstedt. Die Kunst scheint allerdings kein Bindeglied zwischen Carlman und Wetterstedt gewesen zu sein. Inzwischen hat Martinsson über Interpol die Identität des Mädchens herausgefunden: Dolores Maria Santana aus der Dominikanischen Republik, die von ihrem Vater als vermisst gemeldet wurde.
Wie sich herausstellt, saß Carlman in der Vergangenheit wegen angeblicher Scheckfälschung und Hehlerei von Bildern im Gefängnis. Von Magnusson erfährt Wallander, dass Wetterstedt Carlstadt unter seine Fittiche nahm, als dieser aus dem Gefängnis kam. Carlstadt hatte auch bei den Prostituierten seine Finger im Spiel. Außerdem soll ein gewisser Hugo Sandin von der Sitte involviert gewesen sein. Wallander sucht Sandin auf, aus dem jedoch keine Informationen herauszuholen sind; Sandin stellt sich als unschuldig dar.
Inzwischen trifft der Profiler Mats Ekholm auf Veranlassung des Staatsanwalt ein. Nach seiner Analyse hat der Täter vorsätzlich gehandelt, eine psychische Grenze überschritten und kann nach außen hin ein ganz normales Leben führen.
Während in einer Tiefgarage ein Mann überfallen wird, fährt Wallander zu seinem Vater und stattet ihm einen Geburtstagsbesuch ab, der recht frostig verläuft. Wallanders Vater lenkt das Gespräch auch auf Arne Carlman, von dem er keine hohe Meinung hat.
Am Hafen wird die Leiche des Mannes aus der Tiefgarage gefunden. Auch er wurde skalpiert. Außerdem wurden seine Augen verätzt. Im Wasser wird ein Auto gefunden, das auf den Hehler Björn Fregman zugelassen ist. Wallander sucht Fregmans Frau auf, die ihren Mann schon seit Wochen nicht mehr gesehen hat. Von seinem Sohn Stefan erfährt Wallander, dass Fregman aggressiv werden konnte, wenn es Probleme gab.
Erika Carlman, die Tochter des Kunsthändlers, liegt nach einen Selbstmordversuch im Koma. Ihre Mutter reagiert abweisend, als Wallander fragt, was für ein Verhältnis Karla und ihr Vater zueinander hatten. In diesem Zusammenhang fällt Wallander im Haus der Fregmans unangenehm ein Porträt Karlas auf.
Wallanders Vater wird verhaftet, weil er sich im Supermarkt geprügelt hat. Dadurch erfährt Wallander, dass bei seinem Vater diesem bereits vor Monaten Demenz diagnostiziert wurde.
Als Nächstes wird der ehemalige Wirtschaftskriminelle Ake Liljegren erschlagen, der ebenfalls gelegentlich Partys mit jungen Mädchen, möglicherweise Prostituierten, gefeiert hat.
Als Erika Carlman wieder bei Bewusstsein ist, erzählt sie, dass sie seit ihrer Kindheit von ihrem Vater missbraucht wurde. Sie musste jeden Tag auf das Gemälde schauen. Es taucht eine Frau auf, die an den Partys beteiligt war, macht aber aus Angst nur vage Angaben. Louisas Arzt meldet sich: Louise befindet sich seit einem halben Jahr in der psychiatrischen Abteilung der Universitätsklinik in Lund; sie leidet an einem Langzeittrauma und hat, seitdem sie in der Klinik ist, nicht gesprochen. Wie sich herausstellt, wurde Fredman vor sieben Jahren wegen Körperverletzung angeklagt, die Anklage wurde jedoch durch Santin fallengelassen. Die Zeugin sagt aus, dass Santin ebenfalls an den Partys teilgenommen hat. Als Wallander Santins Vila stürmt, findet er mehrere gefangene Frauen vor; Santin selbst versucht vergeblich, zu fliehen. Wallander wirft ihm vor, dass Dolores Maria Santana sich vor seinen Augen selbst angezündet hat, als er sich als Polizist vorstellte, weil sie dachte, er sei wie Santin.
Fredmans jüngster Sohn Jens weist an den Augen Verletzungen auf, die danach aussehen, als ob Jens versucht hätte, sich die Augen auszustechen. Als Wallander erneut die Fredmans aufsucht, findet er unter anderem Louisas Tagebuch, in dem sie beschreibt, wie ihr Vater sie an Wetterstedt „verkauft“ hat. Wallander vermutet Stefan als Täter. Er bringt Santin in seine Villa zurück, um ihn als Köder für Stefan einzusetzen. Stefan taucht auf, doch kann Wallander eingreifen, bevor er Santin umbringt. Wallander versucht, Stefan davon zu überzeugen, dass Santin bestraft werden wird und niemand es verdient hat, zu sterben. Als Stefan trotzdem mit der Axt ausholt, schießt Wallander ihn an.
Wallander besucht mit Linda seinen Vater. Als Wallander sich verzweifelt zeigt, erklärt ihm sein Vater, das jeder in seinem Leben sein eigenes Bild malt.

## Kritiken
„Exzellent fotografierte und gespielte (Fernseh-)Adaption eines Romans von Henning Mankell, der Kenneth Branagh in der Hauptrolle ein reizvoll-vielschichtiges Profil verleiht. - Ab 16.“